# Osmolskabole
Osmolskabole – rodzaj późnodewońskiego trylobita z podrodziny Cyrtosymbolinae. Znany jest tylko jeden gatunek, Osmolskabole prima (Osmólska, 1962). Rodzaj Osmolskabole ustanowiony w 2005 roku przez Rudy'ego Lerosey-Aubrila i Raimunda Feista, dla okazów opisywanych dotychczas pod nazwą Cyrtosymbole (Waribole) prima, oraz w oparciu o nowe znaleziska pochodzące ze środkowofameńskich skał południowo-wschodniego Maroka. Nazwa rodzajowa trylobita honoruje polską badaczkę – profesor Halszkę Osmólską z Instytutu Paleobiologii PAN. Obecność okazów reprezentujących różne stadia rozwojowe umożliwiła po raz pierwszy zaprezentowanie ontogenezy przedstawiciela podrodziny Cyrtosymbolinae.